# Pedro Theberge
Pedro do Amaral Theberge (Juiz de Fora, 20 febbraio 1908 – Rio de Janeiro, 24 giugno 1972) è stato un pallanuotista brasiliano.
È stato membro del Brasile di pallanuoto che ha partecipato ai Giochi di Los Angeles 1932, classificandosi al quinto posto.